# طرسک
طرسک، روستایی است از توابع بخش مرکزی شهرستان ششتمد، از شهرستانهای استان خراسان رضوی ایران. این روستا به ترتیب در فاصله ۳۲ و ۷۰ کیلومتری از شهرهای ششتمد و سبزوار قرار دارد. واژه طرسک در لغت نامه دهخدا، سرزمین، زمین یا سنگ سفت و محکم است. روستای طرسک در زمستان دارای آب و هوایی سرد و در بهار هوایی بسیار مطبوع است. این روستا دارای معادن سنگ کرومیت و مس می‌باشد و از نظر جغرافیای بارندگی از مناطق کم باران و نسبتاً خشک ایران است. شغل اکثر مردم کشاورزی و دامپروری می‌باشد اما بر اثر خشکسالیهای سه دههٔ اخیر بیشتر مردم آنجا به شهرها خصوصاً تهران و سبزوار مهاجرت کرده‌اند، محصول غالب کشاورزان این روستا بادام است.
نخستین اطلاعات مکتوب را دربارة روستای طرسک، وامدار نویسندة گمنام کتابچه‌ای هستیم موسوم به کتابچه سبزوار که گزارشی است مختصر از جغرافیا و نفوس شهر و آبادی‌های ولایت سبزوار در ۱۲۹۶ ق برابر با ۱۲۵۸ ش. طرسک در کتابچة مذکور، روستایی ییلاقی با ۲۲ خانوار جمعیت و مشروب از چشمه‌سارها معرفی شده است.[i] چهار سال بعد از نگارش این کتابچه، به هنگام دومین سفر ناصرالدین شاه قاجار (حکومت. ۱۲۶۶–۱۳۱۳ ق) به خراسان، که حاصل آن کتابی سفرنامه‌مانند به نام مطلع الشمس و به قلم محمدحسن‌خان اعتمادالسلطنه، بود، یک‌بار دیگر از طرسک در جلد سوم آن، یاد شد.[ii] پس از این دو منبع، قدیمی‌ترین نوشته‌هایی که از طرسک یاد کرده‌اند، اسناد اوقافی مربوط به سال‌های ۱۳۲۰، ۱۳۳۷ و ۱۳۳۹ ق برابر با ۱۲۸۱، ۱۲۹۷ و ۱۲۹۹ ش است که مشخصات املاک وقفی و واقفان آن‌ها (حاج‌خدابخش و حاج‌حسینِ حاج‌محمدعلی) در روستای طرسک را به امام حسین (علیه‌السلام)، ثبت کرده‌اند.[iii] منبع بعدی، جغرافیای ایرانِ رزمآرا است که مشخصات مختصری از طرسک را در حدود ۱۳۲۷ش ارائه کرده و آن را روستایی با ۹۰۷ تن جمعیت با پیشة کشاورزی و کرباس‌بافی معرفی کرده است. به نظر می‌رسد که اطلاعات منبع اخیر چندان دقیق نیست، چرا که فاصلة روستا تا مرکز بخش، ششتمد، که ۳۵ کیلومتر است، ۱۳ کیلومتر (البته راه مالرو) و اشتغالات اهالی را منحصر به کشاورزی و کرباسبافی دانسته است. حال آن‌که دامداری، اگرنه شغل اصلی، دستِکم همسنگ کشاورزی بوده و قالی‌بافی نیز پیشة سوم اهالی بوده است. گفته‌های کهن‌سالان نیز مؤید آن میزان جمعیت در سال مذکور نیست.
دور بودن طرسک از شاهراه‌های اصلی و فاصله‌ای ۷۰ کیلومتری از سبزوار، مانع درج دادهای بیشتر از آن در منابع مکتوب شده است. از همین رو، مطالب فوق تنها اطلاعات ما از منابع تا دهة ۱۳۲۰ش را تشکیل میدهد. بدین جهت، تاریخ کهن‌تر آن را باید به کمک آثار عینی، از جمله آثار باستانی و اقوال کهنسالان، بازسازی کرد. آثار باستانی منطقه شامل گورستان‌ها و اندک بقایای ده‌ریزه‌های اطراف، کاریزها و درختان کهنسال است.
کهن‌ترین شاهد عینی از بنیان روستا، درخت گردویی بسیار تنومند در کنار ده است که عمر آن را دستِکم بیش از ۲۰۰ سال تخمین می‌زنند. شاهد بعدی، بقایای دو ترکمن پناه به یادگارمانده از سال‌های هجوم ازبکان و ترکمانان در سال‌های پیش از ۱۲۹۹ق/۱۲۶۰ش، به همراه داستان‌ها و حکایت‌هایی نیمه‌افسانه‌ای از تاخت‌وتاز آنان است. بی‌گمان قدمت کاریزها، گورستان‌های متعدد و ویرانه‌هایی از ده‌ریزه‌های اطراف، بسیار بیشتر است لیکن نمی‌توان از آن‌ها کمک گرفت؛ چرا که در این منطقه تاکنون هیچ‌گونه کاوش باستان‌شناسی‌ای انجام نشده است. با وجود این، هنوز یک شاهد قوی باقی است؛ چشمه‌ها یا رودهای کوچکِ دائمی در شش- هفت درة اطراف ده که آب آشامیدنی و کشاورزی را برای دستِکم ۵۰ خانوار فراهم می‌کرده است. وجود این منابعِ آبِ سهل‌الوصول و جای داشتن آن‌ها در فاصله‌ای نه چندان دور از شاهراه خراسان و نیز شهر سبزوار، احتمال سکونت انسان در این ده را نه به سده‌های قبل بلکه به هزاره‌های پیشین بازمی‌گرداند.
به هر حال، برآیند گفته‌های کهنسالان ده، گورستان‌هایِ ده‌ریزه‌های اطراف و اطلاعات کلی از اوضاع خراسان در دوره‌های پس از روی کار آمدن دولت صفویه، گویای آن است که ساکنان ده‌ریزه‌های چند تا ده-بیست خانواری منطقه، در نتیجة حملات ازبکان و ترکمانان، که از دورة شاه طهماسب صفوی (حکومت. ۹۳۰–۹۸۴ق) آغاز شده بود،[vi] به ناچار و به تدریج با هم متحد شده در قلعة طرسک پناه می‌گیرند. جالب آن‌که روایتی شایع میان کهنسالان روستا، از مهاجر گریخته‌ای از تاخت و غارت ازبکان - که آنان را با مغولان یکی می‌دانسته‌اند- در سال ۹۳۰ق به روستای طرسک خبر می‌دهد.[vii] به هر صورت، سبب انتخاب طرسک جایگاهِ بهتر آن بود که در بلندی واقع‌شده در حصاری استوار جای داشت و چنان‌که اشاره شد یکی از دیواره‌های آن را صخره‌ای طولانی از جنس طرسک تشکیل می‌داد. همین حکایت‌های شایع میان کهنسالان، حاکی از آن است که ازبکان و ترکمانان هیچ‌گاه نتوانستند دژ طرسک را تسخیر کنند و اهالی تا آنگاه که در پناه آن بودند جان و مالشان از غارت در امان بود. اهالی در میان دشت‌ها نیز بناهایی مخروطی‌شکل و بلند، به مساحت حدود ۱۰ تا ۲۰ متر، ساخته بودند که به محض آگاهی از هجوم ترکمانان به درون آن پناه می‌بردند و درگاه آن را با سنگ بزرگی می‌پوشاندند. دو ویرانه از این ترکمنپناهها همچنان در دو دشت روستا به نام براو (بَرّآب) و عمروآباد (یا امرآباد) پابرجاست.
از همان گفته‌ها و شواهد موجود چنین برمی‌آید که اگر هم اتحادی میان دِه‌ریزه‌های اقماری، در فواصل سه تا پنج کیلومتری ده طرسک از پیش‌تر وجود داشته است، عاقبت، در سال‌های میان قتل نادرشاه افشار در ۱۱۶۰ق/ ۱۱۲۶ش تا احتمالاً اواسط سال‌های حکومت فتحعلی‌شاه قاجار (۱۲۱۲–۱۲۵۰ق/ ۱۲۱۳–۱۱۷۶ش) یکی شده و در قلعة طرسک سکونت کرده‌اند؛ زیرا مرگ نادر شاه سرآغاز دوره‌ای از آشوب و آشفتگی سخت در سراسر کشور و به ویژه خاور ایران بود که قوّت تاخت و تاز ترکمانان را در این بخش در پی داشت.[viii] از سوی دیگر مشخص است که قطعاً سال‌ها پیش از ۱۲۹۶ق/ ۱۲۵۸ش اهالی همة این ده‌ریزه‌ها در طرسک ساکن شده بودند؛ زیرا چنان‌که آمد، نویسندة کتابچه سبزوار در آن سال تنها از روستای طرسک یاد کرده است.
کوه کومیش با ارتفاع ۲۸۱۳ متر که مرتفع‌ترین کوه در این منطقه است در مجاورت شمال روستا قرار دارد وتپه سبرگ با ارتفاع ۱۹۹۲ متر در یک کیلومتری جنوب و جنوب غرب وتپهٔ زلزله گاه با ارتفاع ۱۸۸۵ متر در دو کیلومتری جنوب شرق آبادی قرار دارد. این روستا در فاصلهٔ ۳۲ کیلومتری جنوب غربی ششتمد قرار گرفته است.

## جمعیت
این روستا از توابع دهستان تکاب کوه میش است و بر اساس سرشماری سال ۱۳۹۵ ۳۶۳ نفر (۱۵۹ خانوار)
داشته استاست.